# António dos Santos
António Carlos dos Santos o Antonio (Guaíra, 3 de octubre de 1979) es un futbolista brasileño actual mediocampista del Grasshopper-Club Zürich de la Super Liga Suiza.

## Trayectoria
| Club                    | País     | Periodo     |
| ----------------------- | -------- | ----------- |
| FC Winterthur           | Suiza    | 1999        |
| FC Frauenfeld           | Suiza    | 2000        |
| FC Schaffhausen         | Suiza    | 2000-2001   |
| FC Baden                | Suiza    | 2001 - 2002 |
| FC Schaffhausen         | Suiza    | 2002-2003   |
| FC Thun                 | Suiza    | 2003 - 2004 |
| FC Schaffhausen         | Suiza    | 2005        |
| Grasshopper             | Suiza    | 2005-2009   |
| FC Sion                 | Suiza    | 2009 - 2010 |
| PFC Chernomorets Burgas | Bulgaria | 2010 -      |